# والتر اف. جرج
والتر اف. جرج (به انگلیسی: Walter F. George) سناتور سابق عضو حزب دموکرات ایالات متحده آمریکا بود. وی در سال ۱۹۲۲ تا ۱۹۵۷ میلادی سناتور ایالت جورجیا در سنای ایالات متحده آمریکا بود.